# Diana Hill
Diana Hill (circa 1760–1844) fue una pintora de retratos de miniatura inglesa. Nació aproximadamente en 1760 como Diana Dietz se casó con Haydock Hill en 1781. Hill vivió y trabajó en Inglaterra y, tras la muerte de su primer marido, en Calcutta, India. Regresó a Inglaterra, acompañada por su segundo esposo en 1806, y murió en Twickenham el 10 de febrero de 1844.
Un retrato de miniatura de su segundo marido, el Lugarteniente Thomas Harriott, pintado por ella en 1791, se muestra en el Museo Victoria y Alberto.